# Pokhara (genre)
Pour l’article homonyme, voir Pokhara.
Genre
Pokhara est un genre d'opilions eupnois de la famille des Sclerosomatidae.

## Distribution
Les espèces de ce genre sont endémiques du Népal.

## Liste des espèces
Selon World Catalogue of Opiliones (13/05/2021) :
- Pokhara kathmandica Martens, 1987
- Pokhara lineata Suzuki, 1970
- Pokhara minuta Martens, 1987
- Pokhara occidentalis Martens, 1987
- Pokhara quadriconica Martens, 1987
- Pokhara trisulensis Martens, 1987
- Pokhara uenoi Martens, 1987

## Publication originale
- Suzuki, 1970 : « Report on a collection of opilionids from Nepal. » Journal of Science of the Hiroshima University, vol. 23, p. 29–57.